# Pinacopodium
Pinacopodium es un género  de plantas fanerógamas perteneciente a la familia Erythroxylaceae.  Comprende 2 especies descritas y  aceptadas.

## Taxonomía
El género fue descrito por Exell & Mendonça y publicado en Boletim da Sociedade Broteriana, sér. 2 2525: 105. 1951. La especie tipo es: Pinacopodium congolense (S.Moore) Exell & Mendonça	

## Especies aceptadas
A continuación se brinda un listado de las especies del género Pinacopodium aceptadas hasta marzo de 2014, ordenadas alfabéticamente. Para cada una se indica el nombre binomial seguido del autor, abreviado según las convenciones y usos. 
- Pinacopodium congolense (S.Moore) Exell & Mendonça
- Pinacopodium gabonense Normand & Cavaco